# Рихтер, Теодор
Иероним Теодор Рихтер (нем. Theodor Richter, 21 ноября 1824, Дрезден — 25 сентября 1898, Фрайберг) — немецкий химик и минералог, первооткрыватель химического элемента индия.

## Биография
До обучения в горной академии изучал аптечное дело. В 1843—1847 учился во Фрайбергской горной академии и был членом студенческого корпуса Саксо-Боруссия Фрайберг. После обучения Теодор Рихтер работал на Фрайберзьких металлургических заводах и с 1853 года химиком-металлургом. С 1857 года заступил на посту асессора управление металлургическими заводами своего учителя — Карла Фридриха Платтнера. В 1863 году стал профессором пробирного анализа Фрайбергской горной академии. С 1866 по 1873 дополнительно руководит лабораторией на металлургическом заводе. С 1873 стал профессором металлургии и металлургического анализа. С 1875 по 1896 стал ректором Фрайбергской горной академии и был последним ректором, избранным пожизненно на эту должность. С 1890 года — член Леопольдины.

## Научная деятельность
Величайшим открытием Рихтера было спектроскопическое исследование чёрного сфалерита. Результатом совместного с Фердинандом Райхом исследования было открытие химического элемента индия, который получил свое название по синей — цвета индиго — окраске спектральной линии.

## Память
В честь Теодора Рихтера назван описанный в 1865 году минерал рихтерит.